# Hideki Konno

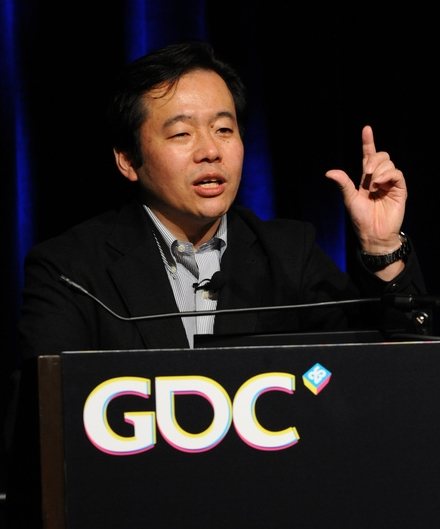
Hideki Konno auf der GDC 2011

Hideki Konno (jap. 紺野 秀樹, Konno Hideki; * 1965 in Matsudo, Präfektur Chiba) ist ein japanischer Spieleentwickler bei Nintendo. Er begann 1986, bei Nintendo zu arbeiten, zunächst an der Super-Mario-Reihe; später wirkte er als Regisseur an Mario-Kart-Spielen mit. Seit 2004 ist Konno Leiter der Software-Entwicklungsgruppe Nr. 1 von Nintendo interner Entwicklungsabteilung Entertainment Analysis & Development (EAD) und in dieser Position Produzent der Mario-Kart- und Nintendogs-Reihen. Abseits der Softwareentwicklung war Konno Gesamtproduzent für den Nintendo 3DS.

## Wirken
Geboren in Matsudo, Präfektur Chiba, Japan, studierte Hideki Konno an der Electronic-Data-Processing-Abteilung des Japan Electronics College und erhielt einen Abschluss.
1986 wurde Konno Mitarbeiter von Nintendo. Er wurde Shigeru Miyamoto und dessen Abteilung EAD, damals noch Research & Development 4 (R&D4), zugeordnet. Als erstes war er Assistant Director von Yume Kojo: Doki Doki Panic, das unter der Regie von Kensuke Tanabe 1987 in Japan erschien. Danach wirkte er als Director von Ice Hockey. Für den außerjapanischen Markt wurde Doki Doki Panic geändert, sodass es 1988 in den USA als Super Mario Bros. 2 für das Nintendo Entertainment System (NES) herauskam.
Seit Super Mario Bros. 2 arbeitete Konno an der Mario-Reihe eng mit Miyamoto zusammen. Bei den Nachfolgespielen Super Mario Bros. 3 (NES, 1988) und Super Mario World (SNES 1990) war er zusammen mit Katsuya Eguchi, der zur gleichen Zeit wie er Nintendo beistieß, für die Levelauswahlbildschirme sowie die Levelerstellung zuständig. Bei Super Mario Bros. 3 hatte er die Funktion eines Assistant Director inne, bei Super Mario World fungierte er als Map Director.
Nachdem er als Director an der SNES-Portierung von SimCity gearbeitet hatte, beteiligte er sich in gleicher Funktion an der Entwicklung eines Ablegers der Mario-Reihe: Super Mario Kart kam 1992 für das SNES heraus und gilt als Begründer des Funracer-Genres. Hierauf war er Regisseur von Super Mario World 2: Yoshi’s Island (SNES 1995) und danach für die Entwicklung des N64-Ablegers von Mario Kart zuständig, Mario Kart 64 (1996). Weiter entwickelte Konno einen Nachfolger zu Yoshi's Island, Yoshi’s Story (SNES 1997).
Der nächste Titel unter Konnos Leitung wurde der GameCube-Starttitel Luigi’s Mansion (2001). Im gleichen Jahr erschien Mario Kart Super Circuit für den Game Boy Advance, das jedoch nicht von EAD entwickelt wurde, sondern von Intelligent Systems entwickelt wurde, daher bekleidete Konno keine leitende Rolle, sondern die eines Beraters. In gleicher Funktion wirkte er 2002 an The Legend of Zelda: The Wind Waker mit sowie an Mario Kart: Double Dash!!.
2004 nahm Nintendo-Präsident Satoru Iwata eine allgemeine Umstrukturierung von Nintendos internen Entwicklungsabteilungen vor. Unter anderem wurden EAD neue Mitglieder zugeführt und die Struktur des Studios geändert. Es wurde zur größten internen Abteilung und in einzelne Gruppen aufgeteilt, die unabhängig voneinander agieren und je unter der Leitung eines Produzenten stehen. Miyamoto behielt seine Position als General Manager von EAD, sodass er weiterhin die größten Nintendo-Entwicklungen überwachen konnte. Konno, damals langjähriger Director, wurde im Rahmen dieser Maßnahmen in den Produzentenstand erhoben und zum Leiter der Software-Entwicklungsgruppe Nr. 1 der neugegliederten EAD.
2005 produzierte Konno mit seinem Team die Nintendo-DS-Spiele Nintendogs und Mario Kart DS. Im gleichen Jahr erschien der GameCube-Titel Geist, den Nintendo gemeinsam mit n-Space entwickelte, auch hier fungierte Konno als Produzent. Als Nächstes war er verantwortlich für Mario Kart Wii (Wii 2008). Ebenfalls 2008 erschien der Nintendo DSi, auf dem eine Soundapplikation namens DSi Sound vorinstalliert war, hergestellt von Konnos Team.
2011 erschien der Nintendo 3DS, das erste mobile Gerät, das ein autostereoskopisches Display benutzt, um 3D-Effekte ohne Brille zu ermöglichen. Die Ursprünge der Konsole reichen zurück bis nach der Veröffentlichung des DS; Anfang 2008 stellten Iwata und Miyamoto Konno Pläne sowie Prototypen dieser neuen Konsole vor. Konno hatte zu der Zeit gerade die Arbeiten an Mario Kart Wii abgeschlossen. Er wurde in die Entwicklung dieser Konsole als Gesamtproduzent involviert, obwohl er nicht der Hardware-, sondern der Software-Abteilung angehörte. Bei Nintendo bestand längere Zeit eine Zusammenarbeit zwischen Soft- und Hardware-Mitarbeitern, mit dem 3DS wollte Nintendo aber diese Verknüpfung stärken, indem man einen Software-Entwickler als Leiter des Projektes einsetzte. Dies war in der Geschichte Nintendos einmalig.
Für den 3DS brachte Konno mit seiner EAD-Gruppe 2011 zwei Spiele auf den Markt, deren Planungen Anfang 2010 begannen: Nintendogs+Cats sowie Mario Kart 7. Da Konno den Auftrag erhielt, Nintendogs+Cats zum Marktstart des 3DS vollendet zu haben, setzte er die Ressourcen seiner Gruppe verstärkt in dieses Projekt, während sich acht Mitarbeiter um Mario Kart 7 kümmerten. Als der Titel daher in die Phase intensiverer Entwicklung kam, standen nicht genug Mitarbeiter zur Verfügung und auch andere EAD-Gruppen waren ausgelastet. Daher arrangierten Shinya Takahashi und Kensuke Tanabe des Nintendo Software Planning & Development Department (SPD) eine Zusammenarbeit mit dem First-Party-Entwickler Retro Studios, der gerade die Arbeiten an Donkey Kong Country Returns abgeschlossen hatte. Mario Kart 7 erschien Ende 2011.
Im Mai 2014 ist Mario Kart 8 für die Wii U erschienen. Konno war als Produzent involviert.

## Spiele mit Konnos Beteiligung
- Yume Kōjō: Doki Doki Panic (Famicom Disk System 1987; Assistant Director)
- Ice Hockey (NES 1988; Director)
- Super Mario Bros. 2 (NES 1988; Assistant Director)
- Super Mario Bros. 3 (NES 1988; Assistant Director)
- Super Mario World (SNES 1991; Map Director)
- SimCity (SNES 1991; Director)
- Super Mario Kart (SNES 1992; Director)
- Super Mario World 2: Yoshi’s Island (SNES 1995; Director)
- Mario Kart 64 (N64 1996; Director)
- Yoshi’s Story (N64 1997; Director)
- Mario Kart Super Circuit (Game Boy Advance 2001; Berater)
- Luigi’s Mansion (GameCube 2001; Director)
- The Legend of Zelda: The Wind Waker (GameCube 2002; Berater)
- Nintendogs (DS 2005; Produzent)
- Geist (GameCube 2005; Produzent)
- Mario Kart DS (DS 2005; Produzent)
- Mario Kart Wii (Wii 2008; Produzent)
- DSi Sound (DSi 2008; Produzent)
- Nintendo 3DS (2011; Hardware-Produzent)
- Nintendogs+Cats (3DS 2011; Produzent)
- Mario Kart 7 (3DS 2011; Produzent)
- Mario Kart 8 (Wii U 2014; Produzent)